# Václav Bogner
Václav Bogner (11. června 1911 Plzeň – 15. října 1988 Praha) byl český katolický kněz, významný katolický biblista a překladatel, protagonista římskokatolického liturgického překladu Bible. Na kněze byl vysvěcen 16. června 1935, poté působil jako kaplan ve Stříbře, v Praze u kostela sv. Jindřicha a sv. Kunhuty a v Trnové u Prahy. Většinu kněžského života působil v břevnovském kostele Panny Marie Vítězné.

## Život
Byl docentem starověkých biblických jazyků na pražské Teologické fakultě Univerzity Karlovy již před II. světovou válkou. V roce 1943 mu bylo úředně zakázáno vyučovat v kněžském semináři. Stáhl se do ústraní jako kaplan farnosti Trnová. Po skončení války odešel zpět na teologickou fakultu Univerzity Karlovy. Na počátku padesátých let 20. století byla tato fakulta vyloučena ze svazku Univerzity Karlovy a pod názvem Cyrilometodějská bohoslovecká fakulta (CMBF) přestěhována do Litoměřic. Za těchto okolností Bogner rezignoval na své další působení na této fakultě, i když mu bylo nabízeno vedení katedry lingvistiky s hodností profesora. Rozhodl se vyměnit kariéru vysokoškolského pedagoga za doživotní poslání duchovního správce bělohorského poutního kostela Panny Marie Vítězné, kde pracoval následujících 35 let. Pomohl řadě budoucích studentů teologie, díky svým kontaktům, aby se dostali ke studiu na Teologickou fakultu (např. v roce 1961 budoucímu Mons. Ing. Josefu Mixovi, s nímž se znal z víkendových setkání na Berounce).
Současně se věnoval i překladům starozákonních knih z původních jazyků a s přihlédnutím k Nové Vulgátě přeložil Starý zákon v letech 1973–1978. Knihy pak vyšly tiskem: v letech 1973–1986 Žalmy (znovu pak v nakladatelství Zvon, Praha 1995), jako další díl v roce 1978 Job, Přísloví, Kazatel a Píseň písní; ve čtyřech svazcích knihy prorocké a v jednom svazku knihy tzv. deuterokanonické, Sirachovec a Kniha moudrosti.
Z Pentateuchu a dějepisných knih Starého zákona Bogner přeložil pouze úryvky uvedené v liturgických knihách. Žel, dokončit toto náročné a rozsáhlé dílo už nestačil. Zemřel ve věku 77 let v roce 1988. Jako duchovní správce na Bílé Hoře byl pohřben na břevnovském hřbitově.

## Dílo a souvislosti
Dostane-li na začátku 21. století běžný Čech otázku, jaký zná český biblický překlad, téměř každý si vzpomene na Bibli kralickou, věřící křesťané, a snad i někteří mladší lidé mimo církve také na tzv. ekumenickou bibli (Český ekumenický překlad), leckteří katolíci si případně uvědomí, že při bohoslužbách se čte ještě z jiného překladu, tzv. liturgického (neboli Bognerova). Jedna kompletní bible ze 16. století a dva překlady moderní není tak málo. Ve skutečnosti však v Čechách má čtení bible v srozumitelném jazyce zakotvení mnohem hlubší a co do starobylosti překladatelské tradice i počtu a rozmanitosti překladů stojí Čechy a Morava v celoevropském měřítku na jednom z nejčestnějších míst.
Václav Bogner byl vedoucím překladatelské skupiny biblistů, kteří pro liturgické užití přeložili (z řečtiny, ale se stálým zřetelem k Nové Vulgátě) Nový zákon. Vyšel v roce 1989. Jeho text není zcela nový. Jde spíše o revizi překladu Ondřeje Petrů, který vyšel poprvé v Římě roku 1968. Odtud, přesněji ze 3. vydání z roku 1976 jsou převzaty i poznámky a úvody. (Ovšem ani překlad Ondřeje Petrů nepovstal nezávisle. Z části vznikal jako revize staršího překladu Pavla Škrabala z roku 1948, na kterém se Petrů podílel jako spolupracovník, a tento text byl ještě dále upravován i po smrti Petrů v roce 1970.)
Bogner na nápaditý, svěží a poměrně volný překlad Petrů navázal. Bogner však byl o něco „opatrnější“ než uvolněný text Petrů. V 70. letech 20. století (po definitivním zavedení češtiny do celé římskokatolické liturgie) byl převzat do katolických lekcionářů. První vydání Bognerova Nového zákona jako kompletu se objevilo roku 1989. Tím byla završena druhá návazná řada katolických novozákonních překladů (Škrabal – Škrabal/Petrů – Petrů – Bogner).